# Klaus Hellberg
Klaus Raul Emil Hellberg, född 29 augusti 1945, är en finländsk politiker.
Hellberg var från mitten av 1960-talet verksam i affärslivet och 1988–1994 innehavare av en fastighetsförmedling i Borgå, där han även var aktiv i kommunalpolitiken, bland annat som ordförande i stadsstyrelsen 1987–1996. Han invaldes 1995 i riksdagen och var 2000–2003 ordförande för Finlands svenska socialdemokrater.